# Gjellerupia papuana
Gjellerupia papuana Lauterb. – gatunek rośliny z monotypowego rodzaju Gjellerupia Lauterb. z rodziny Opiliaceae, występujący endemicznie na Nowej Gwinei, gdzie rośnie lokalnie pospolicie w podszycie lasów tropikalnych, często na wapiennych wychodniach, na wysokości do 200 m n.p.m.
Nazwa rodzaju honoruje Knuda Gjellerupa, żyjącego w latach 1876-1950 duńskiego lekarza i kolekcjonera roślin na Nowej Gwinei.

## Morfologia
PokrójKrzew lub niewielkie drzewo o wysokości do 6 metrów, gałązki rzadko omszone.
LiścieJajowate do wąsko lancetowatych, o wymiarach 5–15(–17)×1,5–4(–5,5) cm. Skórzaste, nagie, z wyjątkiem głównej żyłki, która jest owłosiona po wierzchniej stronie blaszki liściowej. Wierzchołki blaszek ostre do zaostrzonych. Nasady zwężone do zaokrąglonych. Ogonki liściowe długości 1–4 mm.
KwiatyRośliny dwupienne. Kwiaty zebrane w grono wyrastające z kąta liścia, zwykle pojedynczo, rzadziej 2–3. Oś główna kwiatostanu długości 1–2 cm, smukła, naga, niekiedy z rzadko położonymi włoskami. Z każdego węzła kwiatostanu wyrasta od 1 do 3 kwiatów, które wsparte są szeroko sercowatą podsadką ze szklistymi brzegami, wielkości 2–3×2–3,5 mm, odpadającą przed zakwitnięciem rośliny. Kwiaty męskie (3–)4(–5)-krotne. Szypułki długości 1,5–4 mm. Listki okwiatu wolne, podługowate, ostre, odwinięte, długości 1,5–2 mm. Pręciki wyrastające ponad okwiat. Główki pręcików niemal sercowate, długości 0,3 mm. Słupek szczątkowy. Kwiaty żeńskie bez okwiatu i pręcików. Zalążnia mniej więcej stożkowata, długości 0,5 mm, znamię słupka siedzące.
OwocKulistawy, czerwony pestkowiec o średnicy 10–12 mmm, o soczystym mezokarpie i cienko skorupiastym endokarpie.